# Air Libya
Az Air Libya egy líbiai charter légitársaság, amelynek a székhelye Bengáziban található. A légitársaságot 1996-ban alapították Tibesti Air Libya néven, és kezdetben Tripoliban volt a székhelye. A vállalat jelenleg charterjáratokat üzemeltet az olajmezők üzemeltetésének támogatására, valamint néhány menetrend szerinti járatot is indít. A bázisa a Benina nemzetközi repülőtéren található.

## Célállomások

### Jelenlegi úticélok
2022 januárjában az Air Libya egyetlen célállomást sem szolgál ki.

## Flotta

### Jelenlegi flotta
Az Air Libya flottája 2019 augusztusában a következő repülőgépekből állt:

### Korábbi flotta
A légitársaság korábban ezeket a repülőgéptípusokat működtette:
- 1db Boeing 737-200
- 1db Boeing 737-500

## Fordítás
- Ez a szócikk részben vagy egészben  az   Air Libya című angol Wikipédia-szócikk ezen változatának fordításán alapul.  Az eredeti cikk szerkesztőit annak laptörténete sorolja fel. Ez a jelzés csupán a megfogalmazás eredetét és a szerzői jogokat jelzi, nem szolgál a cikkben szereplő információk forrásmegjelöléseként.